# Заславський Михайло Самійлович

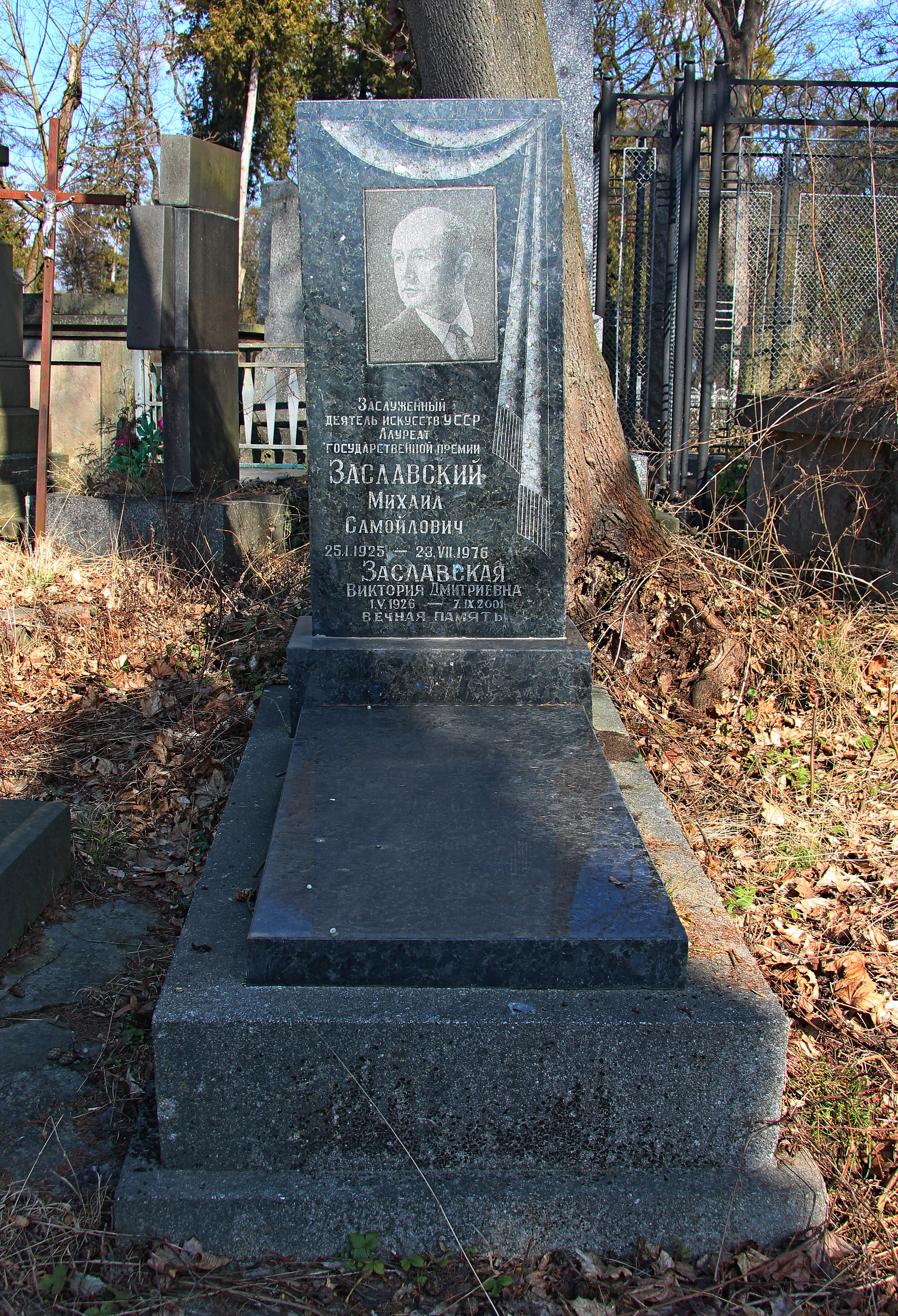

Миха́йло Самі́йлович Засла́вський (25 січня 1925, Звенигородка — 24 липня 1976, Львів) — український балетмейстер, Заслужений діяч мистецтв УРСР (1975).
Закінчив Інститут театральних мистецтв імені А. В. Луначарського (ДІТМ, рос. ГИТИС) у 1955 році. Був головним балетмейстером Бурятського (1955–1962) та Львівського (1962–1976) оперних театрів.
Основні постановки: «Красуня Ангара» Баудоржі Ямпілова та Лева Кніппера ті «Квіти життя» Жигжита Батуєва в Улан-Уде, «Каменярі» Мирослава Скорика, «Створення світу» Андрія Петрова, «Тіль Уленшпігель» Є. Глєбова у Львові.
Нагороджений Орденом Вітчизняної війни 2-го ступеня та медалями.
Похований на 72 полі Личаківського цвинтаря.Згодом, біля нього похована його дружина Вікторія Дмитрівна Заславська (1926 -2001) , завідуюча нотною бібліотекою Львівського оперного театру .